# Staatsbos van Grunhaut

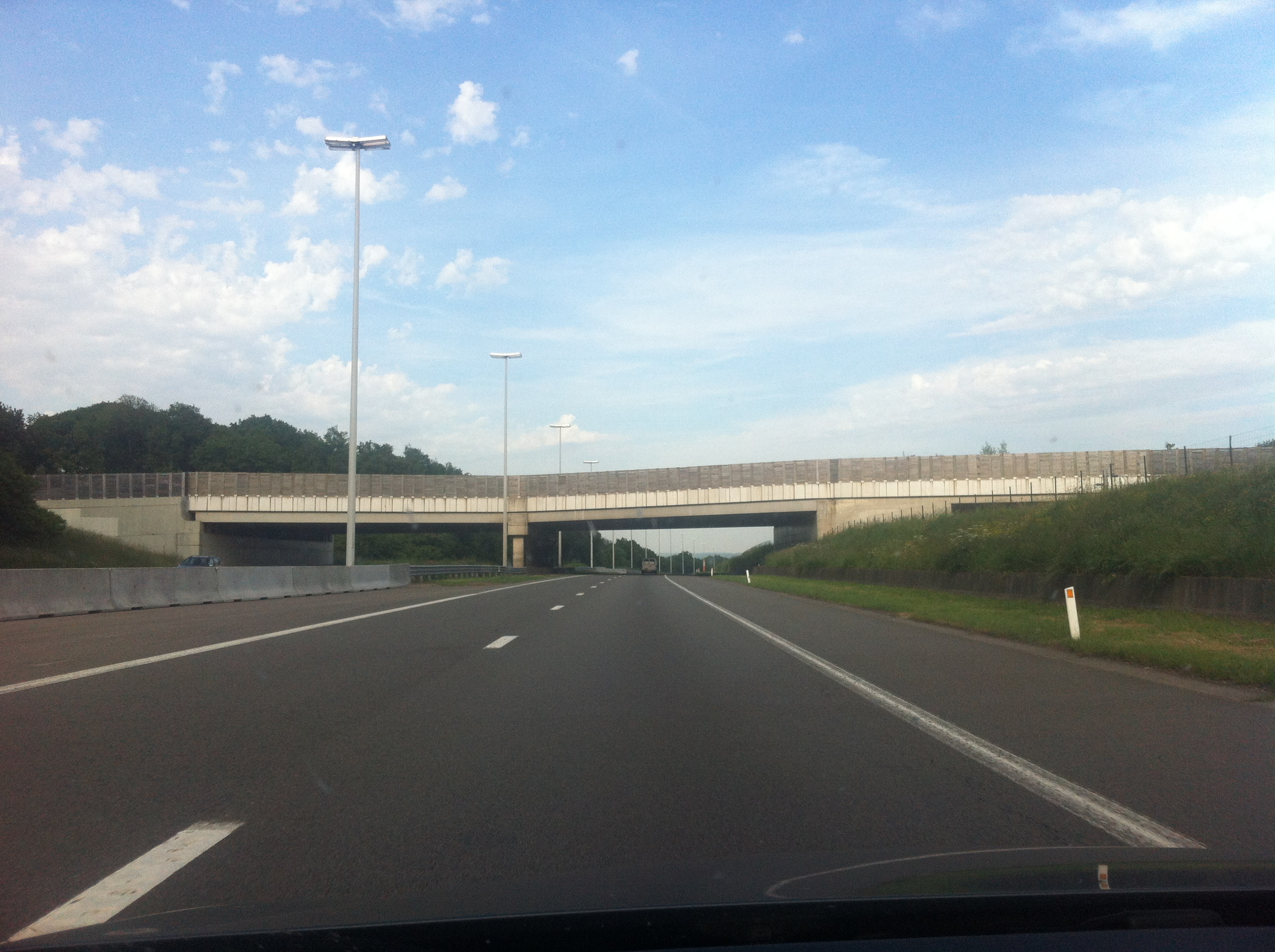
Het ecoduct gezien van de E40

Het Staatsbos van Grunhaut is een bosgebied gelegen in het Land van Herve nabij het plaatsje Bilstain in de Belgische provincie Luik. Het bos wordt doorsneden door zowel de E40 autosnelweg en de HST-lijn HSL 3 die Luik en de Duitse grens verbindt.

## Ecoduct
Beide delen van het bos worden door een ecoduct verbonden. Op het ecoduct werd op 22 december 2012 een Europese wilde kat opgemerkt. Aan beide zijkanten van het ecoduct lopen wandelpaden waardoor het ecoduct ook te gebruiken is door voetgangers.

## Fauna en flora
In het bos kunnen onder andere volgende boom- en plantensoorten gevonden worden: spar, zomereik, haagbeuk, Amerikaanse eik, esdoorn, braam, hulst berk, varen, verschillende soorten grassen, lijsterbes, Amerikaanse vogelkers, hazelaar, beuk en rode beuk. Naast de Europese wilde kat komen nog verschillende diersoorten voor in het bos, waaronder het klein koolwitje en de gaai.